# Мирна угода

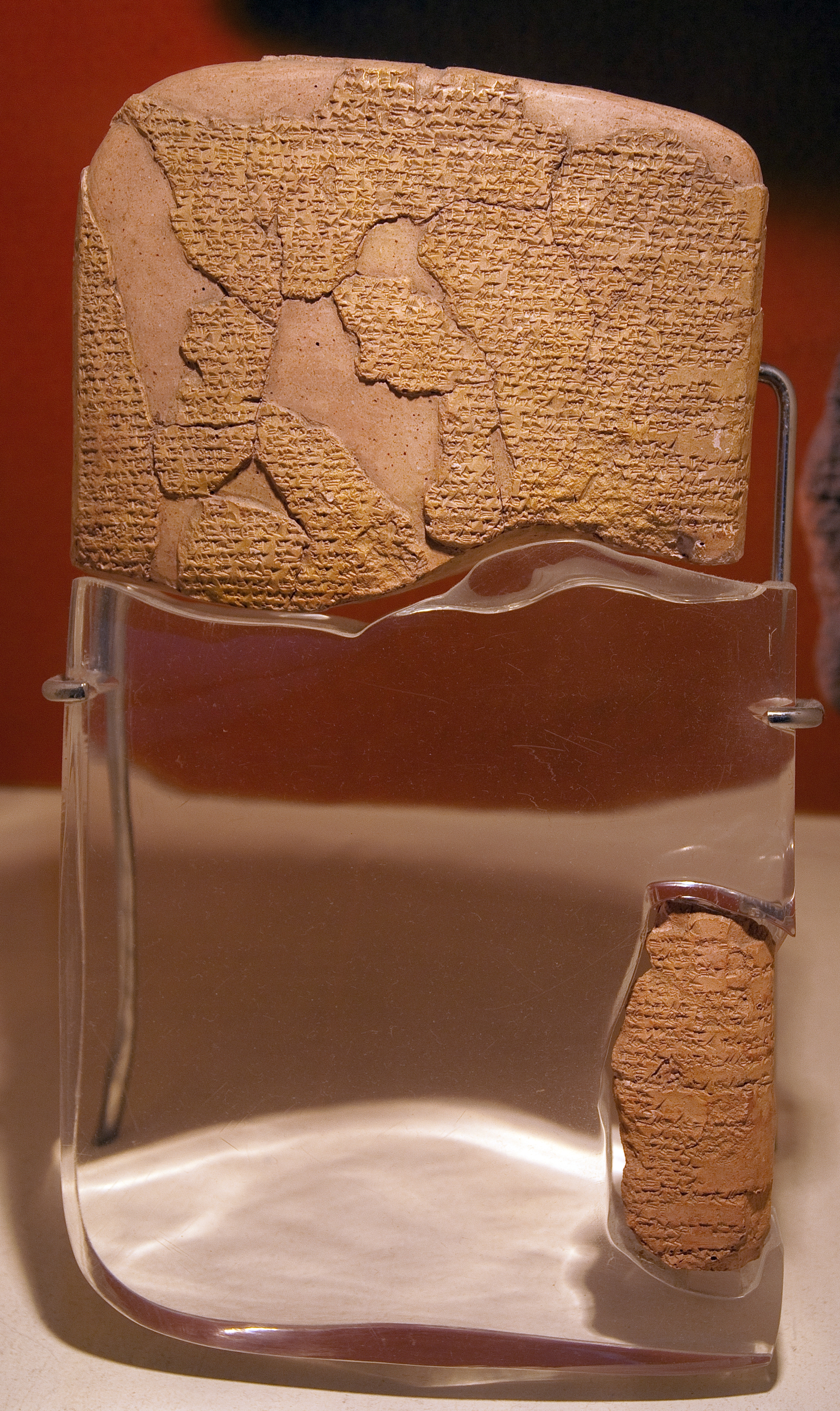
Кадеська угода між Стародавнім Єгиптом та гетами. Археологічний музей Стамбула

Мирна угода — міжнародна угода між двома або більше сторонами, які перебували у стані війни (збройного конфлікту), на підставі якої відновлюються офіційні відносини, фіксуються територіальні зміни, розв'язуються політичні, військові, економічні та інші питання. Підлягає обов'язковій ратифікації. Від мирної угоди, укладеного між усіма державами-учасницями війни, відрізняються сепаратні угоди, укладені лише між деякими з воюючих держав або їхніми союзниками. Укладенню мирної угоди може передувати встановлення між воюючими сторонами загального перемир'я (за яким припиняються воєнні дії) або підписання прелімінарного (попереднього) миру, в якому регламентуються не лише воєнні, а й політичні аспекти майбутнього.

## Історія
Першою історично задокументованою мирною угодою було укладення миру між Стародавнім Єгиптом та гетами у 1296 рік до н. е. Ця угода містить не тільки пакт про ненапад, а й зобов'язання про взаємодопомогу в разі нападу третьої сторони. Угода укладена у двох версіях: давньоєгипетською та гетською мовами.